# Jack E. Christensen
Jack E. Christensen es horticultor rosalista estadounidense que creó nuevos híbridos de rosas modernas. Además ha ejercido como profesor de ciencias en el "Chaffey High School" en Ontario, CA, jubilándose a los 65 años y actualmente es columnista en varios periódicos del sur de California con artículos sobre rosas y jardinería.

## Historia
Jack E. Christensen empezó a trabajar como empleado para los Viveros « Armstrong Nurseries » en noviembre de 1970 con una licenciatura en Ciencias de Botánicas por el Instituto Politécnico de California ("California State Polytechnic Institute"). 
En los viveros realizó trabajos desde Técnico de Investigación hasta de Vicepresidente de Investigación y Desarrollo en 1983, cargo que ocupó hasta su dimisión en 1987. Las primeras rosas que Armstrong introdujo trabajando Jack como hibridador fueron las miniaturas 'Heidi' y 'Honest Abe', en 1978. Teniendo en cuenta el intervalo normal de cinco a 10 años entre la cría y la introducción de una variedad, parecería que Christensen comenzó la hibridación poco después de 
llegar a "Armstrong Roses", si no inmediatamente.
Jack E. Christensen es responsable de la hibridación de casi 100 variedades de nuevas rosas. De ellos, aproximadamente la mitad son híbridos de té, y en una cantidad de dos dígitos de ambos, tanto de floribundas como de miniaturas. Este total incluye nueve variedades para las que se incluye como co-hibridador con Herbert C. Swim (una de ellas es el obtentor 'Confetti', Swim & Christensen 1983), así como otra media docena con Tom Carruth.
Además de las variedades introducidas por Armstrong y Jackson & Perkins, tres de sus rosas, creadas fuera de su empleo en Armstrong, llevan sus propias letras de código CHR, entre ellas la floribunda a rayas 'Modern Magic' (CHRisgood), que sigue estando en el comercio. Además, algunas de sus rosas fueron vendidas íntegramente a otros equipos, mientras que otras se introdujeron en Francia por Moët-Hennessey, el dueño anterior de Armstrong.
Al analizar el total de rosas creadas por Christensen, es interesante descubrir que más de un cuarto de sus rosas eran de color amarillo o mezcla de color amarillo. Este total incluye a sus dos grandes éxitos comerciales, 'Gold Medal' y 'Modern Magic' (AROyqueli) por la amarilla 'Queen Elizabeth'), que ahora tiene una clasificación más alta que la misma 'Queen Elizabeth' y la híbrido de té ganadora del AARS de 1992 'Midas Touch'. Con la excepción de 'Henry Fonda', la mayor parte de 
sus otros amarillos no se encuentran normalmente en el mercado, ahora se ofrece en tan sólo uno o dos pequeños viveros.
Sin embargo, dos de sus floribundas amarillas que no se venden en América del Norte, 'Catherine McAuley' y 'Eldorado', están todavía en el mercado en Australia y Nueva Zelanda, mientras que 'Golden Wedding' (AROkris) que fue introducida por la empresa matriz "Bear Creek, Jackson & Perkins", fue un gran impacto en Europa y aún la llevan en sus catálogos unas dos docenas de viveros en el extranjero.
Con las excepciones de 'Love Potion' (planta de semillero x 'Dilly Dilly') y 'Purple Tiger' ('Intrigue' x 'Pinstripe') todo lo anterior se basa en un "estable" de parentales de tan solo tres variedades, en diferentes combinaciones: 'Angel Face', 'Ivory Tower' y 'Blue Nile'. 
Además, 'First Prize', 'Paradise'  (Christensen & Carruth), 'Almondine' (Swim & Christensen), 'Patsy Cline' y 'White Lightnin' (también  Swim & Christensen). La única otra rosa que aparece tan a menudo y tan diversa, en su crianza, con al menos una docena de apariencias, es la floribunda naranja 'Gingersnap'.
Jack Christensen comenzó su segunda carrera en 1999, cuando comenzó la enseñanza de ciencias en la Escuela Secundaria Chaffey en Ontario, CA, y se retiró este mes de junio a los 65 años. Comenzó a escribir una columna de jardinería en un periódico semanal para el "Inland Valley Daily Bulletin" en 1994, y continúa escribiendo dos columnas semanales de jardín para varios periódicos del sur de California.
Actualmente está preparando la publicación de lo que él llama "una especie de autobiografía", basada en sus experiencias personales con las rosas y otras plantas.

## Selección de cultivares
Algunas de las variedades y obtentores conseguidos por Jack Christensen : 

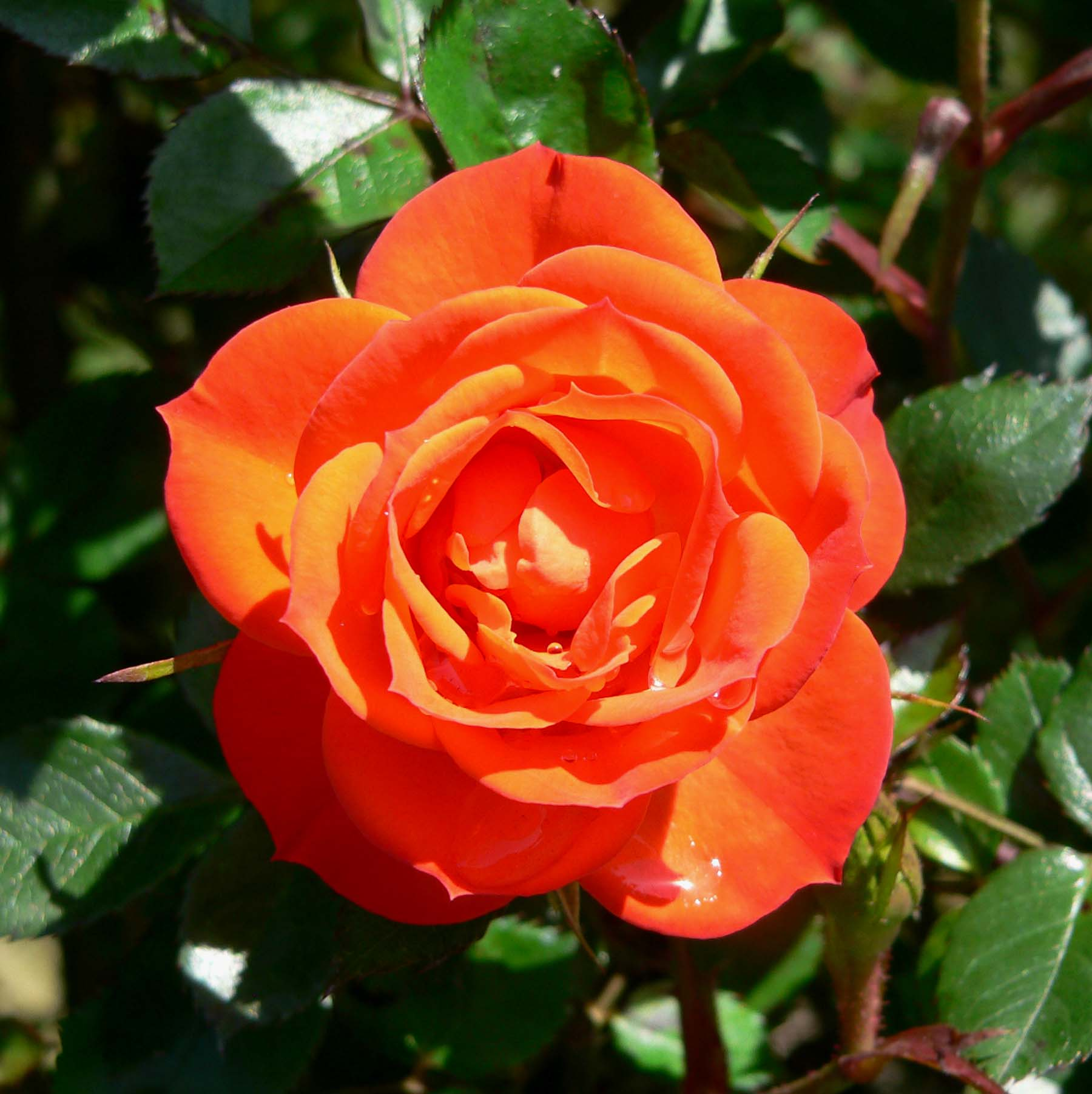
'Cricket', Christensen 1978. En el San Jose Heritage Rose Garden.
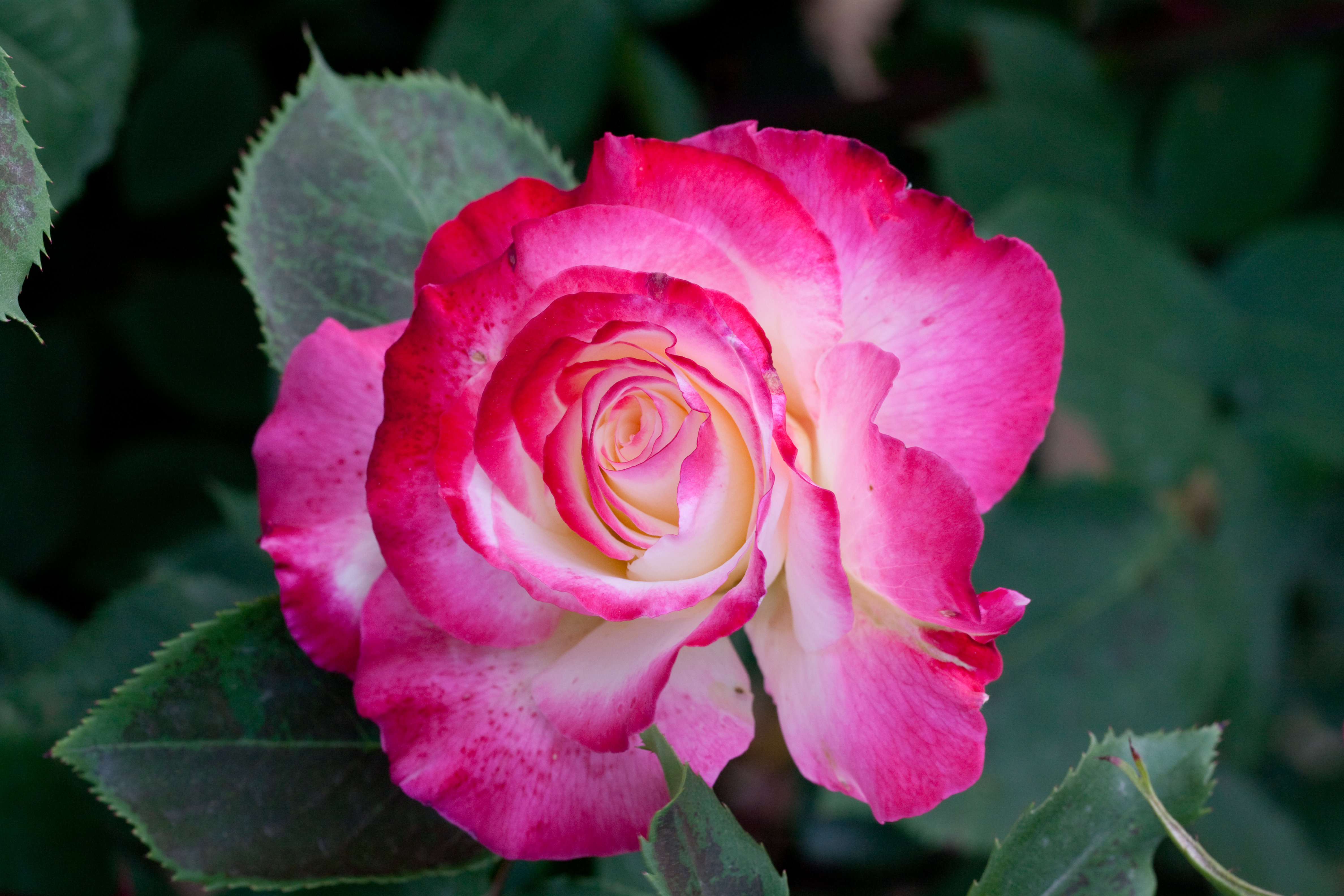
'Double Delight, Cl.', Nieuwesteeg, Christensen 1982.
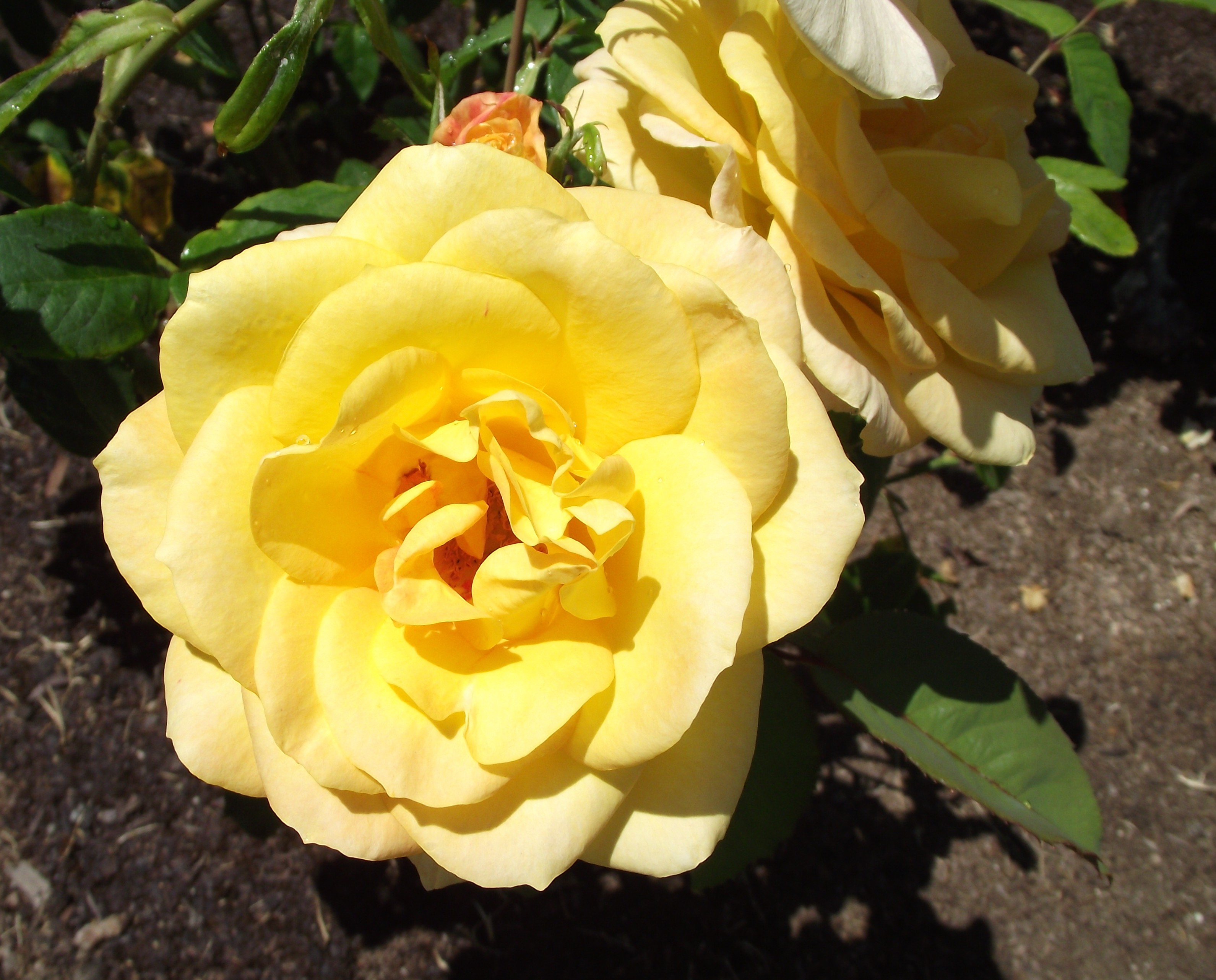
'Gold Medal', Christensen 1982. Inez Grant Parker Memorial Rose Garden, Balboa Park, San Diego.
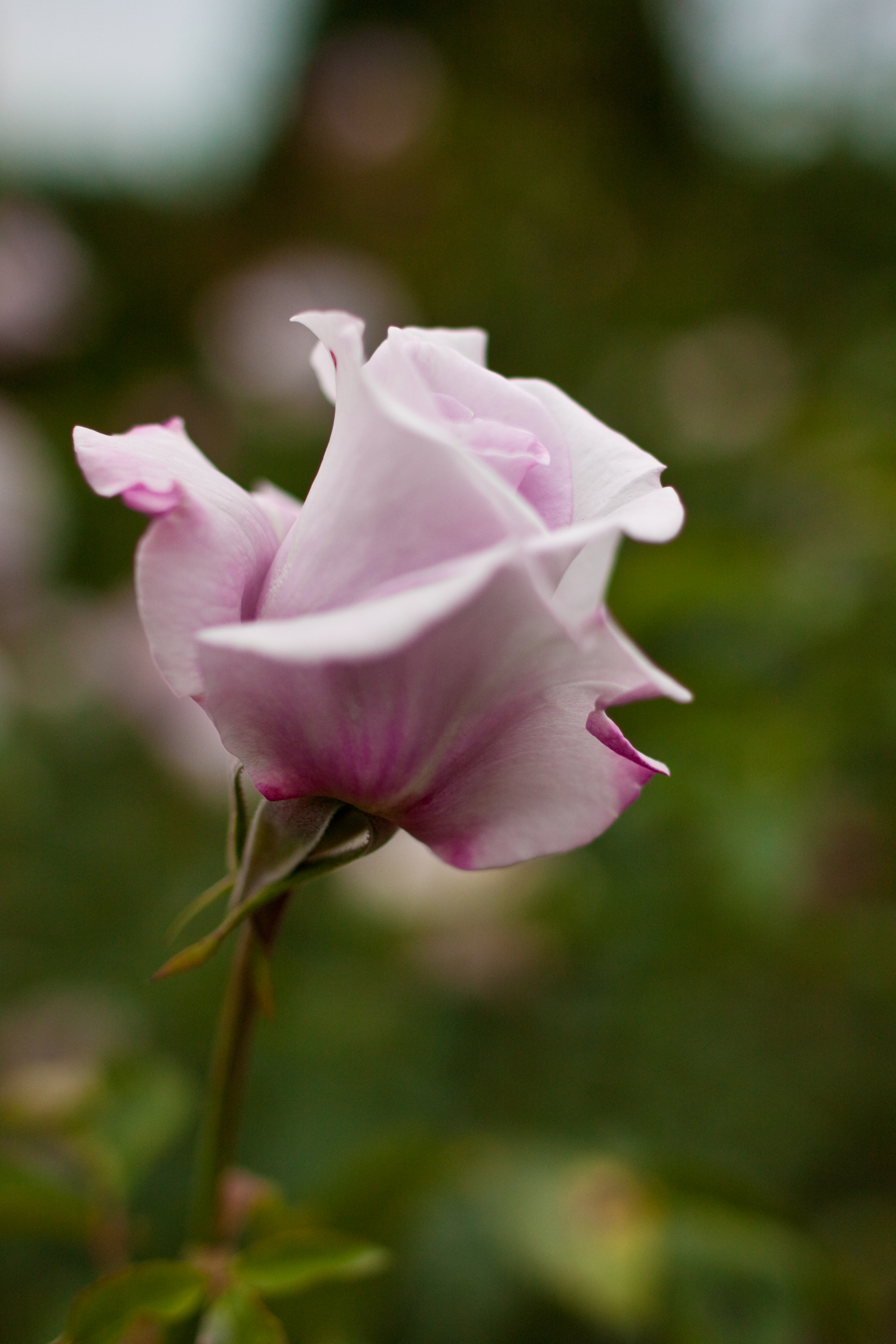
'Blue Ribbon', Christensen 1984.
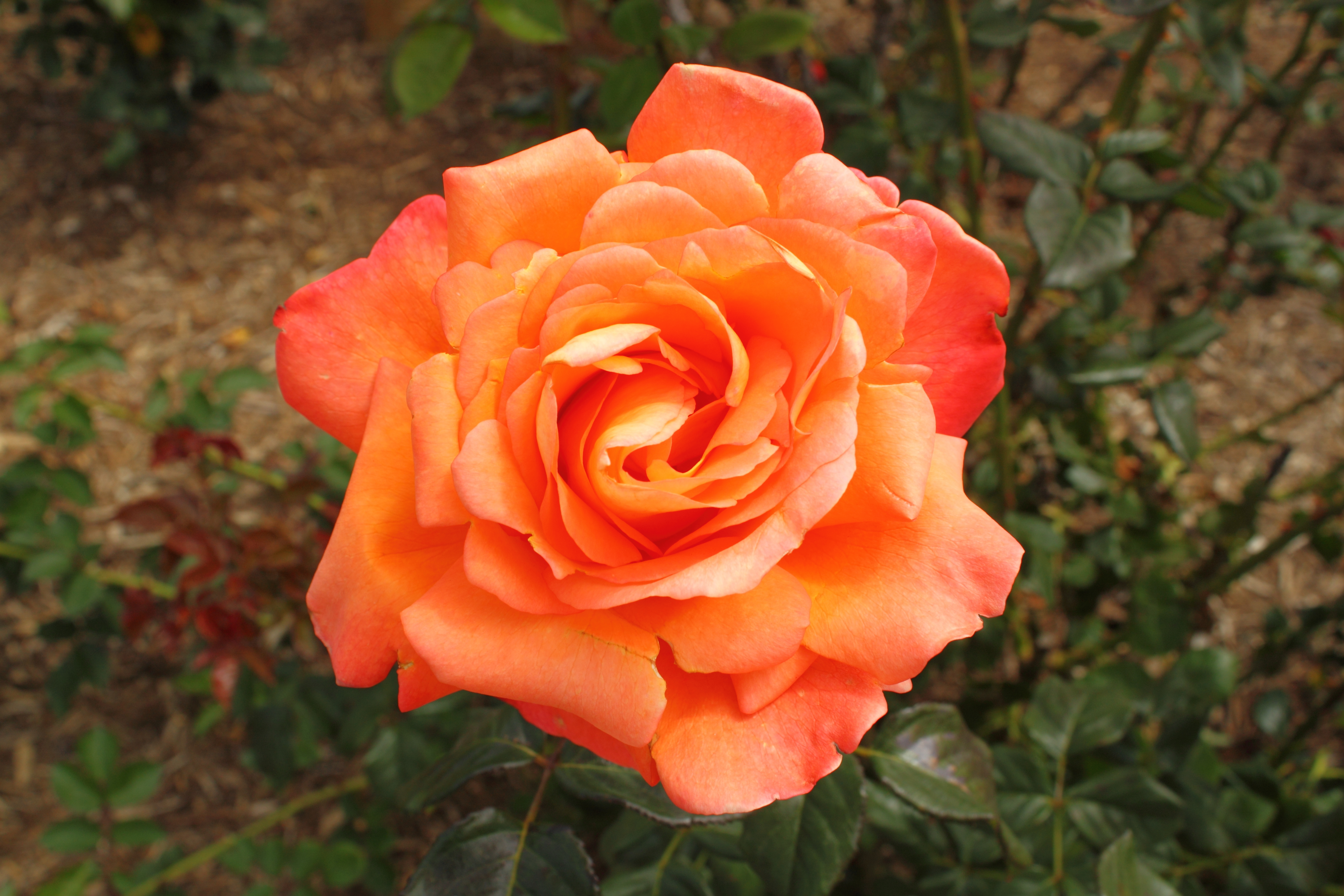
'Voodoo', Christensen 1984.
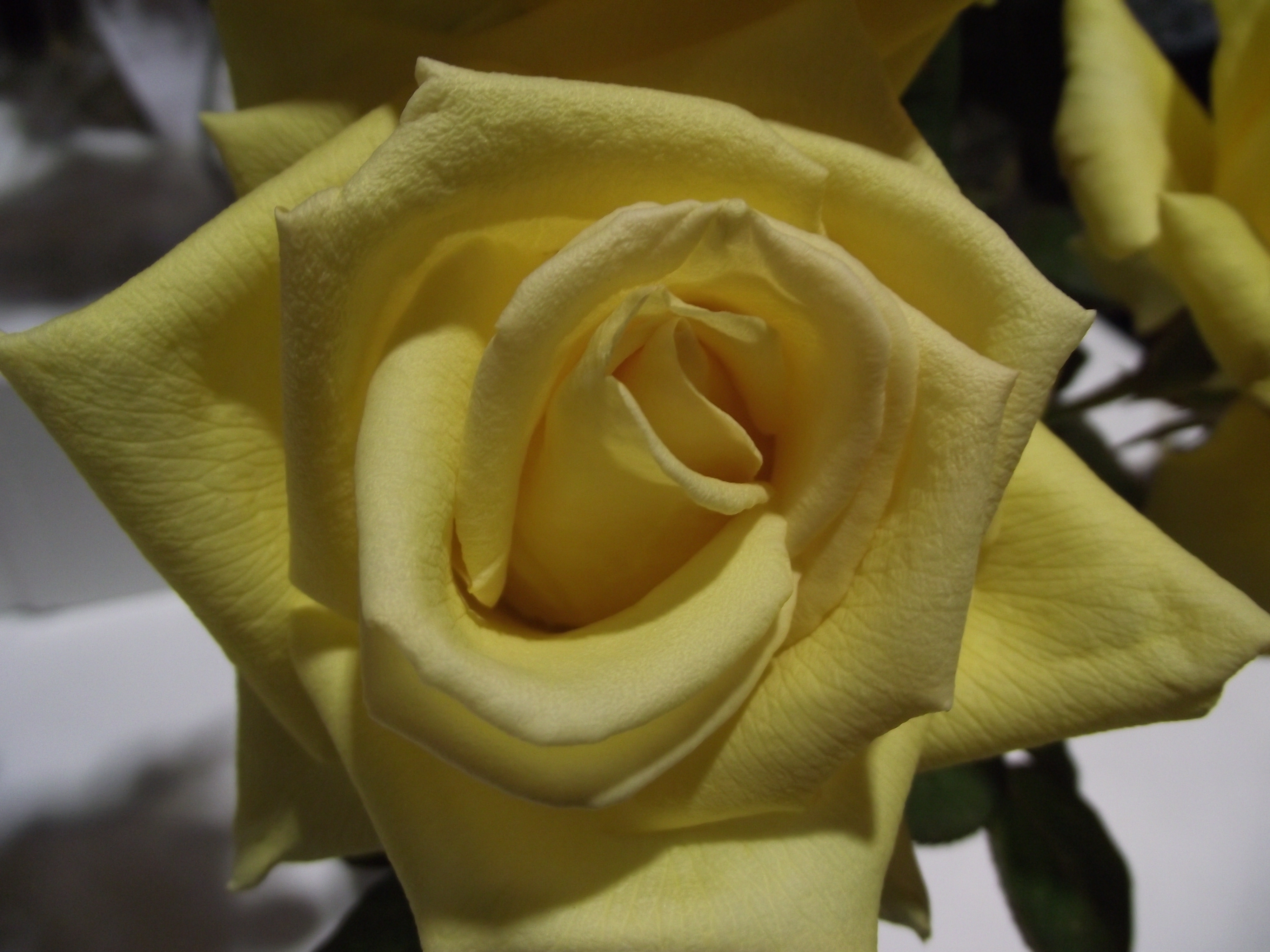
'Lanvin', Christensen 1986.
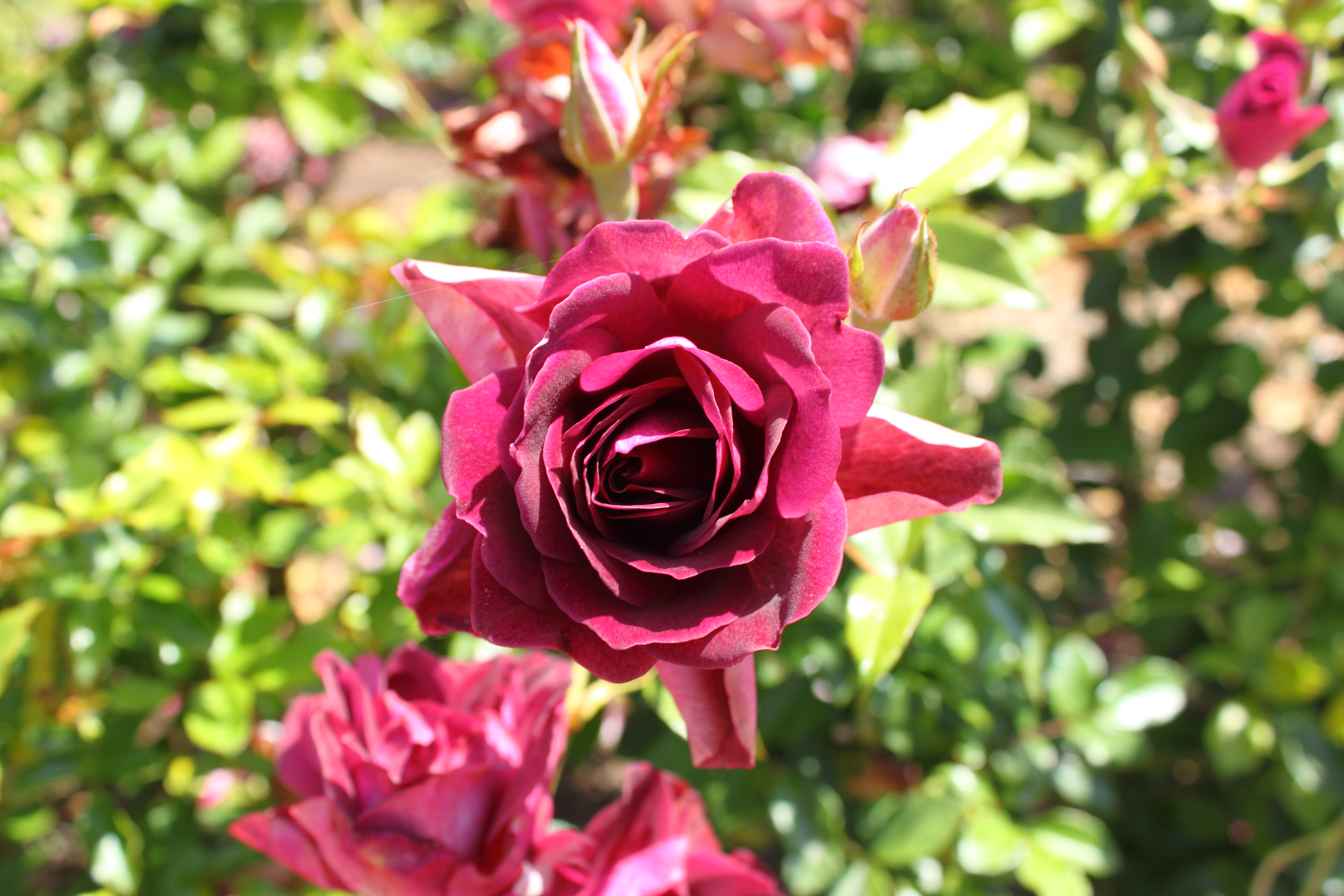
'Fragrant Plum', Christensen 1990.
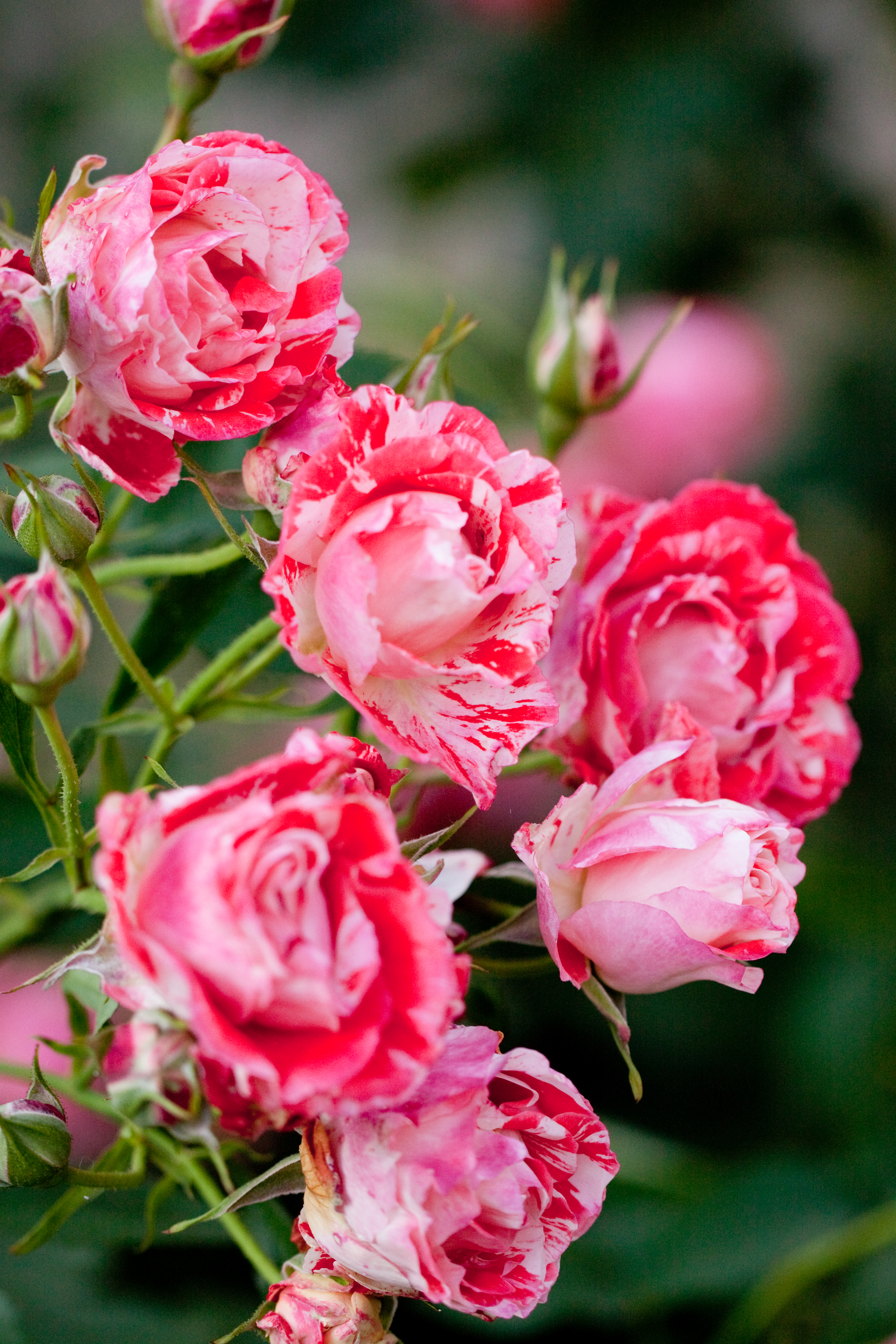
'Orange Splash', Christensen 1991.
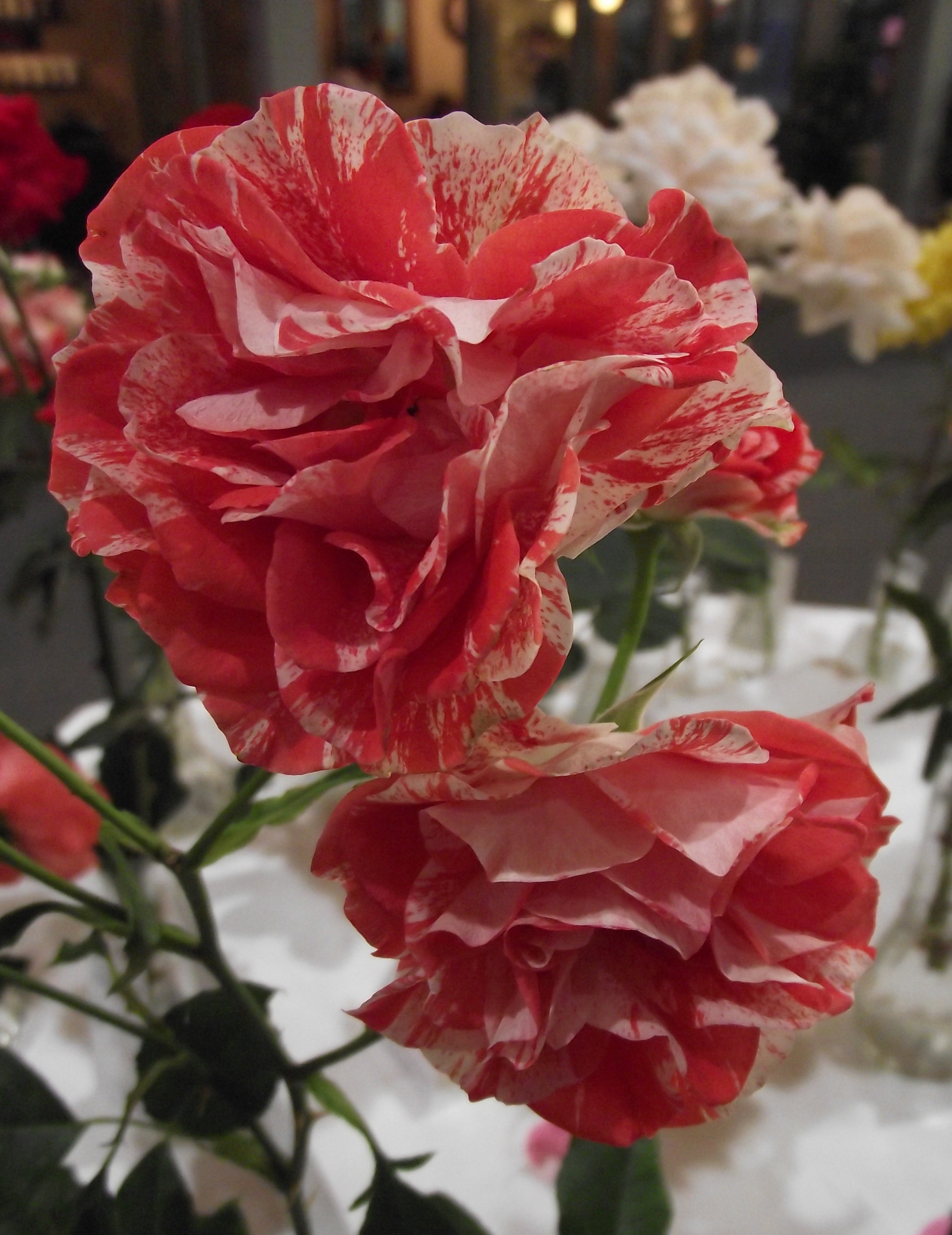
'Tiger Tail', Christensen 1991.
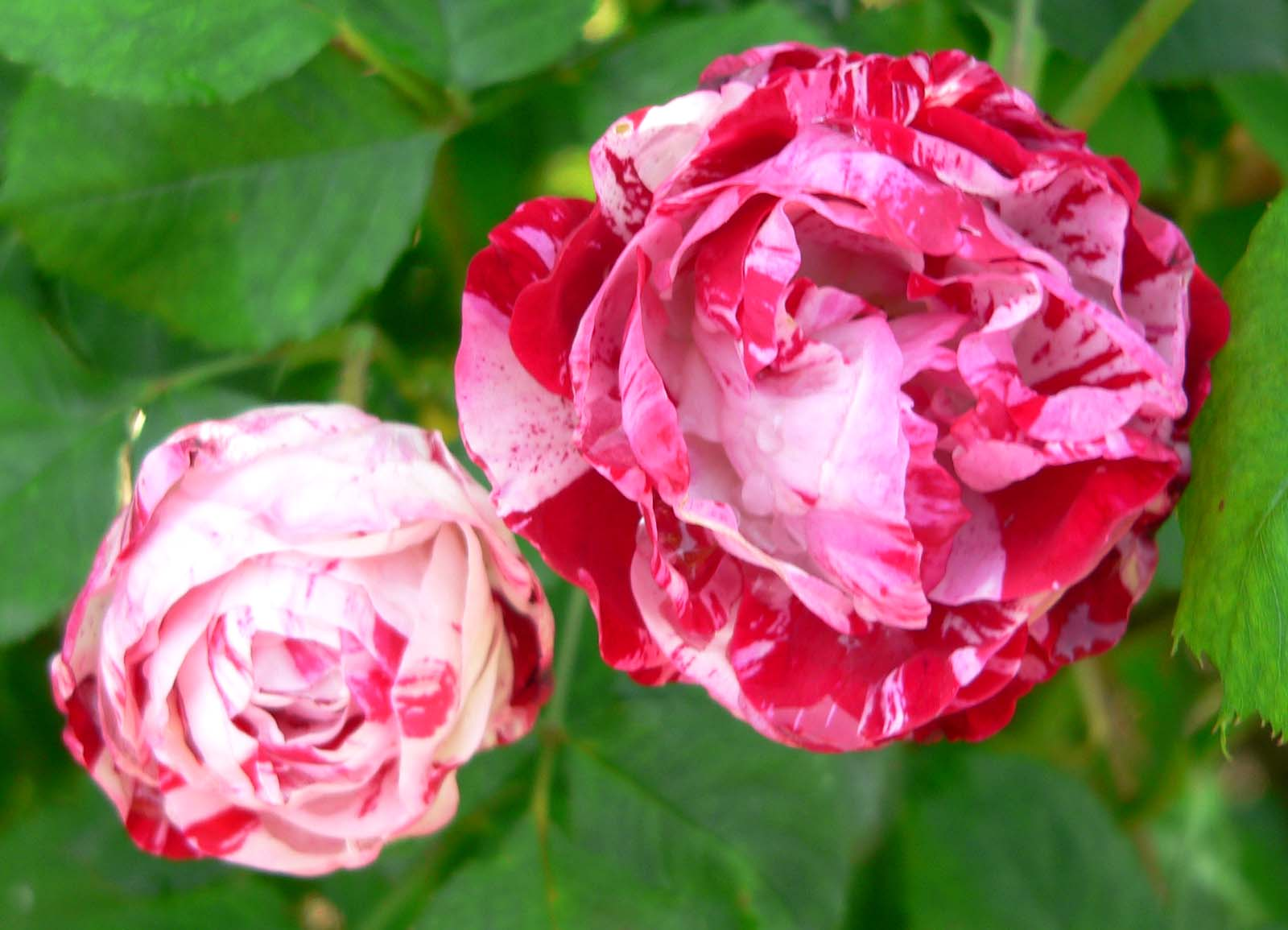
'Peppermint Twist', Christensen 1992.
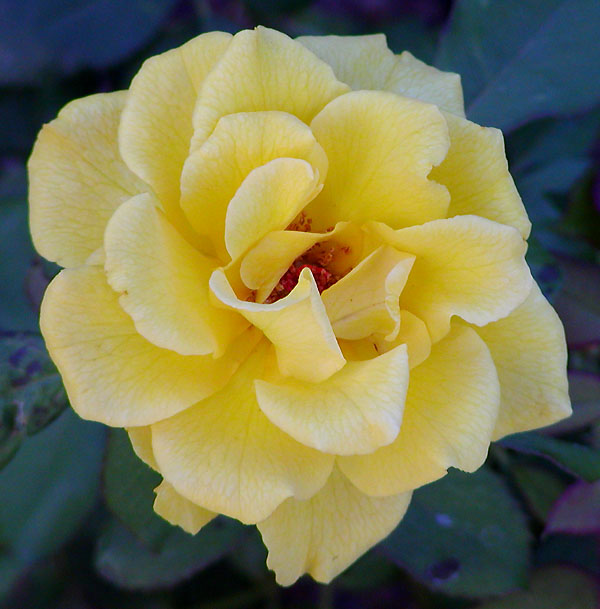
'Henry Fonda', Christensen 1995.
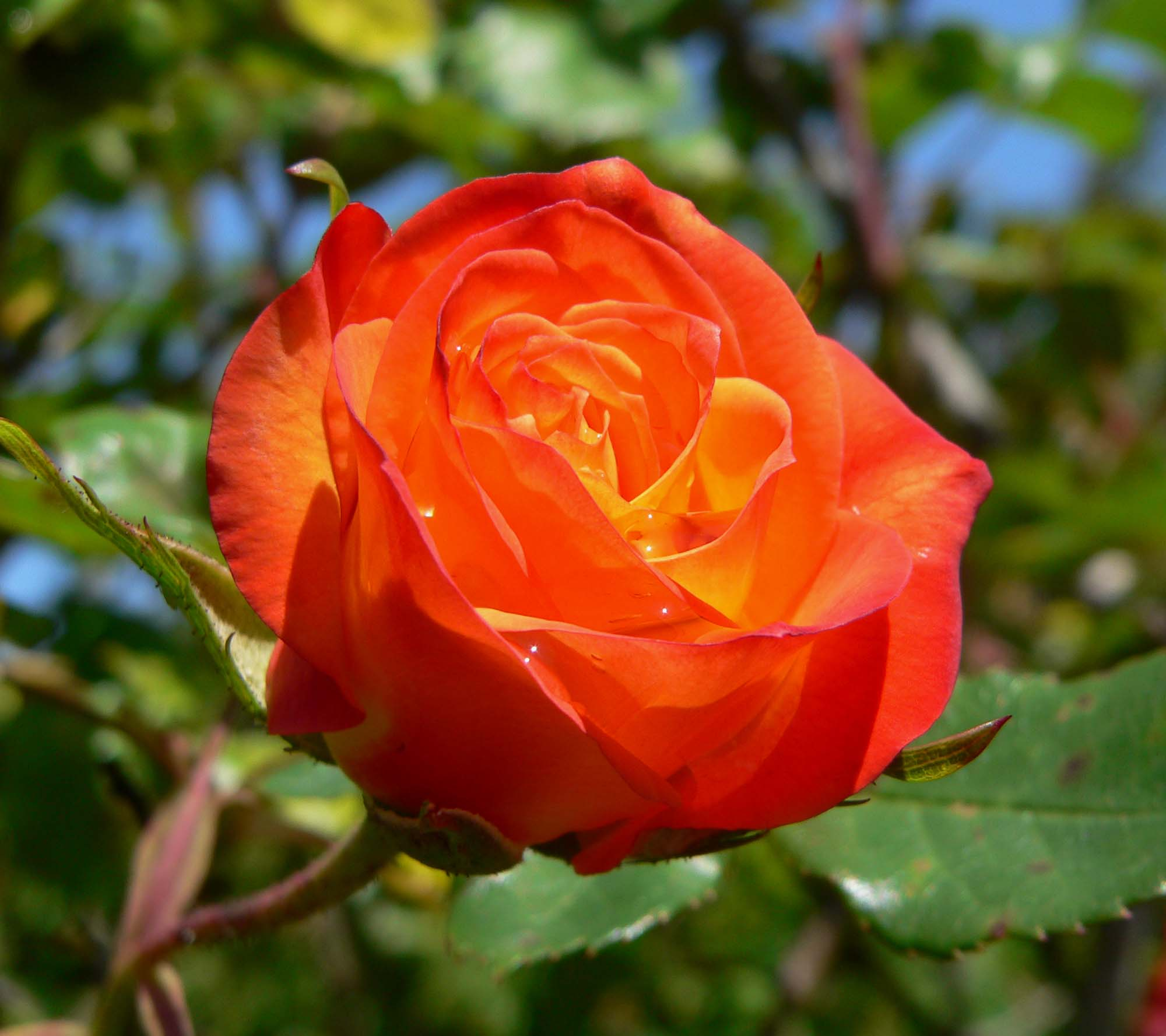
'Confetti', Swim & Christensen 1983.